# NGC 5095
NGC 5095 é uma galáxia espiral (S0-a) localizada na direcção da constelação de Virgo. Possui uma declinação de -02° 17' 21" e uma ascensão recta de 13 horas, 20 minutos e 36,7 segundos.
A galáxia NGC 5095 foi descoberta em 15 de Abril de 1828 por John Herschel.